# Urtzi Iriondo
Urtzi Iriondo Petralanda (* 30. Januar 1995 in Zeberio, Bizkaia) ist ein spanischer Fußballspieler.

## Karriere
Iriondo begann seine Karriere bei Athletic Bilbao. Im August 2013 spielte er erstmals für das Farmteam CD Baskonia in der Tercera División. Im November 2014 debütierte er für Athletic Bilbao B in der Segunda División B. Mit Bilbao B konnte er 2014/15 in die Segunda División aufsteigen. Sein Debüt in der Segunda División gab er am ersten Spieltag der Saison 2015/16 gegen den FC Girona. Mit Bilbao B musste er nach nur einer Saison wieder in die Segunda División B absteigen.
Zur Saison 2016/17 wurde er an den Zweitligisten FC Elche verliehen.